# 圣托里尼
圣托里尼（希臘語：Σαντορίνη，希臘語發音：[sandoˈrini]）是在希腊大陆东南200公里的爱琴海上由一群火山组成的岛环，位于北纬 36.40° —东经 25.40°。圣托里尼岛环上最大的一个岛也叫圣托里尼岛，别名锡拉岛。圣托里尼岛位于基克拉泽斯群岛的最南端，面积约73平方公里，人口约一万四千余人，多为希腊人。“圣托里尼”是13世纪时威尼斯人所命名的，起源于圣伊雷内（Santa Irene）；在此前这个岛称为锡拉岛、卡利斯提（Καλλίστη，在古希臘語意為“最美”）或斯特龙吉利（Στρογγύλη）。岛上建筑蓝白相间，衬以蔚蓝大海，美不胜收，是著名旅游胜地。在行政區劃上，聖托里尼屬於南愛琴大區錫拉專區。
3600多年前这里发生一次數千年来最猛烈的火山爆發，留下一个大火山口和數百米厚的火山灰，可能间接造成克里特島的米诺斯文明消亡。

## 阿克罗蒂里的米诺斯文明遗迹

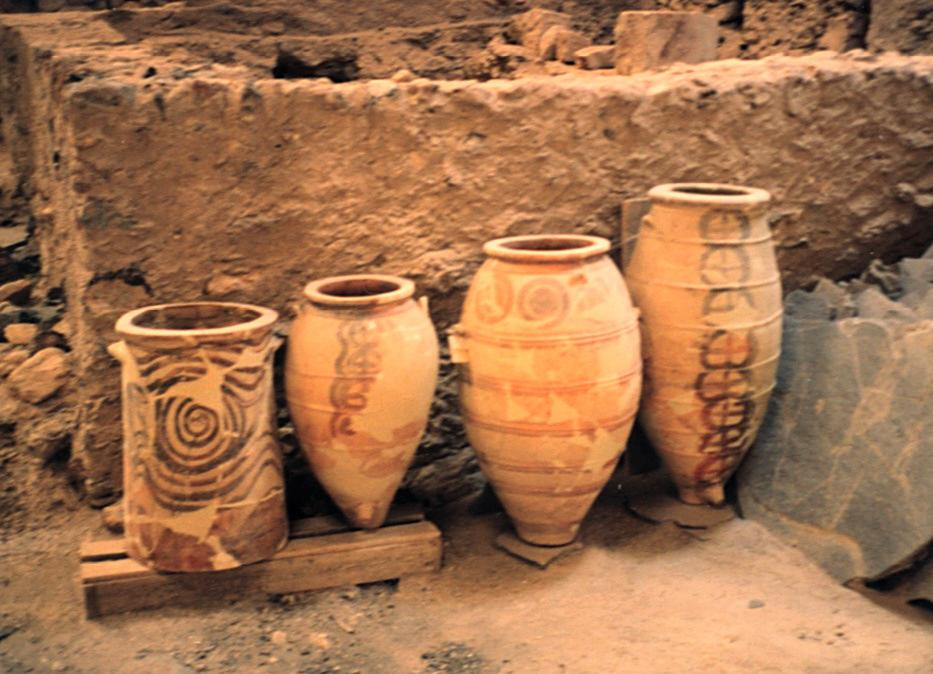
阿克罗蒂里的米诺斯文明遗迹四个保存完好的大缸

圣托里尼岛上的阿克罗蒂里的米诺斯文明遗迹的发掘工作是1967年由已故雅典大学考古学教授斯皮里宗·马里纳托斯首先发起的。 斯皮里东·马林拿托斯使锡拉岛成为克里特岛之外最著名的米诺斯文明遗迹。虽然只有城市最南端的部分被出土，但已经发现了复杂的多层建筑、街道和广场的组合，其中残留的墙垣高达8米，全部都掩埋在锡拉喷发出的厚厚的火山灰下。这个城址不属于宫殿类型，与克里特所发掘出的那些不同，但是它所表现出精湛的泥瓦工艺和外墙的精美壁画表明这也不是商人的仓库，一个织机工房可能显示了出口织料的存在。
人类最早定居的迹象出现在新石器时代晚期（前40世纪或更早），不过在约前19世纪—前1650年代阿克罗蒂里发展成为青铜时代爱琴海上主要的港口之一，不仅接收来自克里特的货物，还有远至安那托利亚、塞浦路斯、叙利亚和埃及，以及佐泽卡尼索斯和希腊大陆的货品。
在锡拉岛发现了水管和厕卫系统，是至今为止最早的纪录。水管有两路，说明当时锡拉人已经有冷热两种水供应，由于就在火山边上，热水的来源很可能是地热作用。
阿克罗蒂里的壁画缺乏希腊和基督教装饰所热衷的神话题材。米诺斯壁画《番红花采集者》中描绘了采花人将收获献给一位端坐的女子，可能是一位女神；在另一个房间内，用书法般有力而流畅的线条描绘了两只羚羊；著名的渔人壁画描绘了一个渔民和他的收获：用绳子穿过腮串起的两串鱼；娱乐的小船队由欢蹦乱跳的海豚簇拥着，船上的贵夫人们在遮阳棚下安逸舒闲。

## 古代火山喷发
锡拉火山灾难性的喷发是爱琴地区在特洛伊陷落之前发生的最重要的历史事件，喷发可能导致东地中海地区巨大的气候变化，它也是地球上几千年来发生的最大的火山喷发事件。

## 希腊、拜占庭和奥斯曼时期的圣托里尼
其后，腓尼基人和多立安人分别前来统治这个岛屿。位于海平面上396米的希腊城市锡拉是在公元前9世纪由多立安殖民者建立的，根据传说，他们的首领为锡拉斯（Θήραν）。他们在此一直居住到拜占庭时期。根据希罗多德（4.149-165），锡拉人在七年干旱之后派出不少殖民者在北非建立了许多城市，包括昔兰尼。就像其他希腊领土一样，圣托里尼后来为罗马人、拜占庭人以及法兰克人。1579年岛屿的控制权落入奥斯曼人之手。

## 现代的圣托里尼

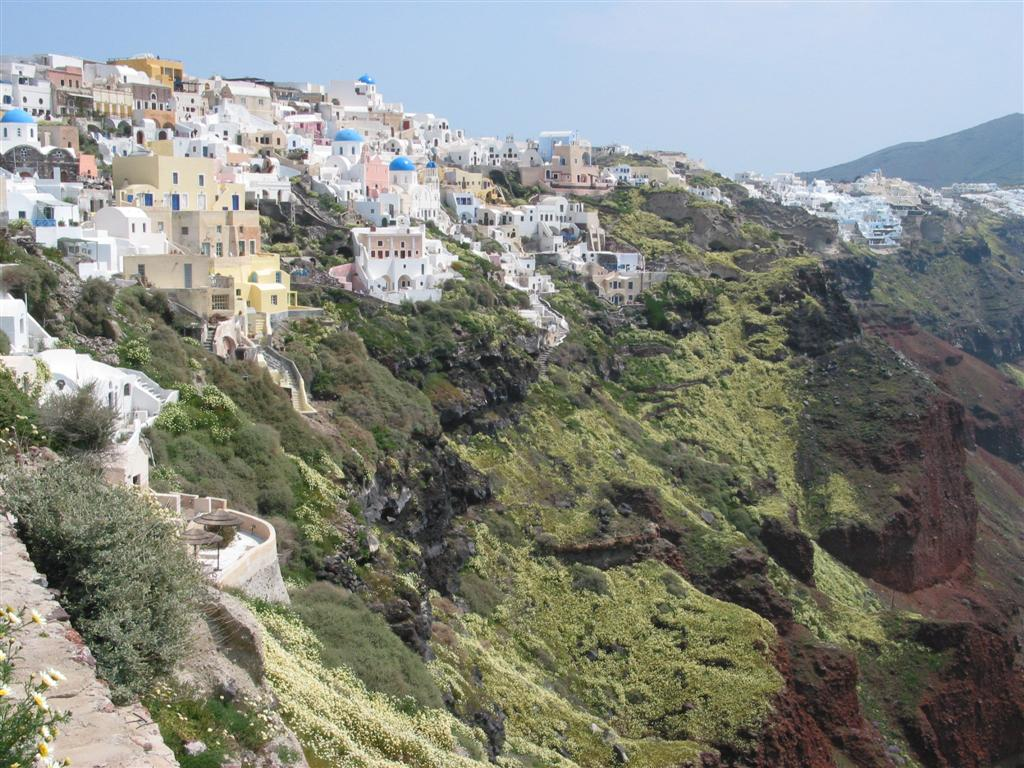
远眺伊亚

1912年圣托里尼岛划归希腊管辖。圣托里尼岛上主要的居民点包括阿克罗蒂里、费拉、伊亚、恩波里奥、卡马里、伊梅罗维格利、皮尔戈斯和锡拉夏。阿克罗蒂里的米诺斯文明遗迹是一个可供旅客参观的大型考古发掘场。
圣托里尼岛上没有溪流，因此水源短缺。 直到1990年代，岛上居民用水主要靠收集降到房顶和天井的雨水、小泉水甚至从其他地方进口。如今島上装备了一个海水淡化厂，向居民和游客提供日常用水。岛上的主要经济是旅游业，为了保护破火山口，岛上的浮石场已经于1986年关闭。
圣托里尼还拥有一个小型的葡萄酒工业，依靠当地特有的葡萄品种“阿西尔提可”（Ασύρτικο）而小有名气。阿西尔提可葡萄枝都极为古老，因为它们对葡萄根瘤蚜免疫，从而在20世纪早期该病大流行的时候免于被移除。根据它们的习性，植株之间的间隔很大，靠露水润湿，它们被植成篮子状，将葡萄悬于内部以保护它们不受风害。当地还特产红润甘美但级烈的圣桑托酒（Βινσάντο）。
1704年一个海底火山破水而出，逐渐形成了现在的新卡梅尼岛，火山活动的中心。二十世纪发生了三次喷发，最近的一次是1950年；1956年圣托里尼又经受了一次破坏性的地震。
聖托里尼是希腊其中一個最著名的度假小島，每年由四月至十月都是遊客旺季，很多都是坐豪華客輪到來，停在火山口與中心區的海港中，再以小艇到岸坐吊車或小驢上市集的。也有客人由水翼船或坐飛機而至的。冬天及初春時節因為天氣不好，旅店關閉及船隻停行，島上的居民及商户也都回到內陸，島上剩下很少人。

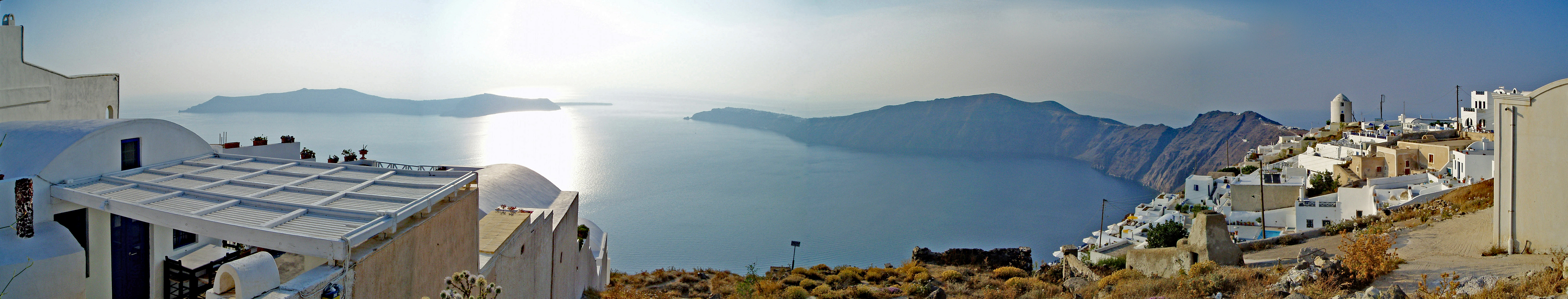
伊梅罗维格利所见的圣托里尼火山口全貌

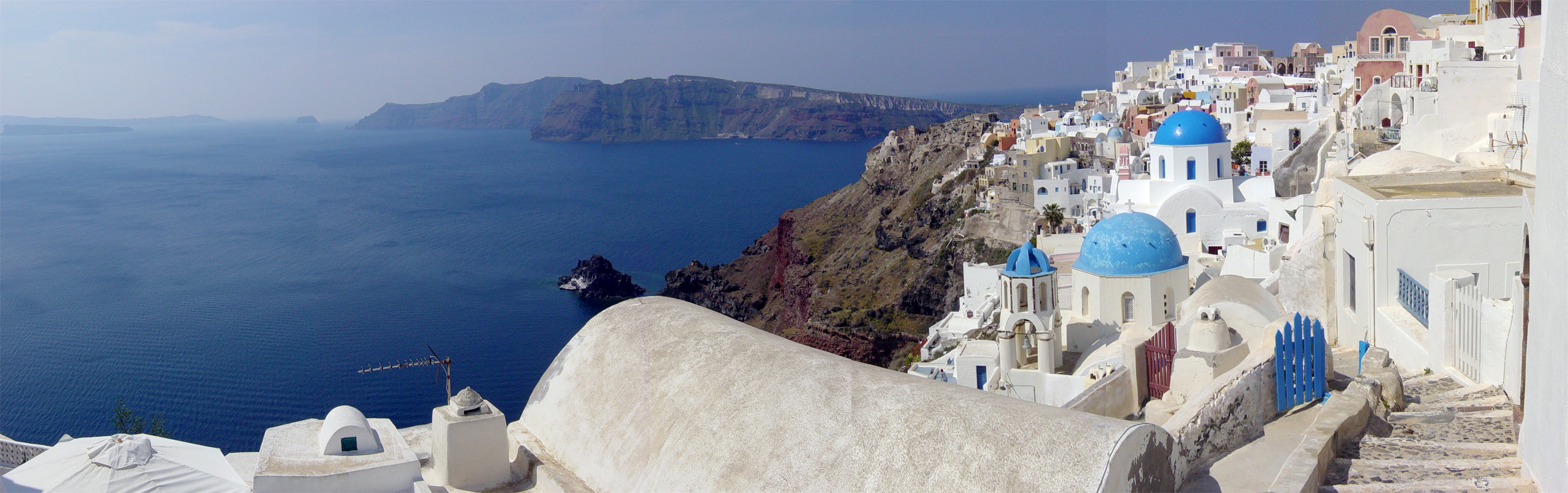
圣托里尼火山口的全景照片，拍摄角度位于伊亚古城

## 雅尼的乐曲——圣托里尼
“圣托里尼” 这个地方给予了雅尼无限的创作灵感。这首《圣托里尼》曾被美国哥伦比亚广播公司选为全美网球公开赛的主题曲。之后，这首曲子凭借耳熟能详的旋律更在许多体育赛事上频频出现，成为运动盛会最钟爱的背景音乐之一。本樂曲亦被台灣的年代新聞台採用作為主題音樂。